# Fantastyczny rejs

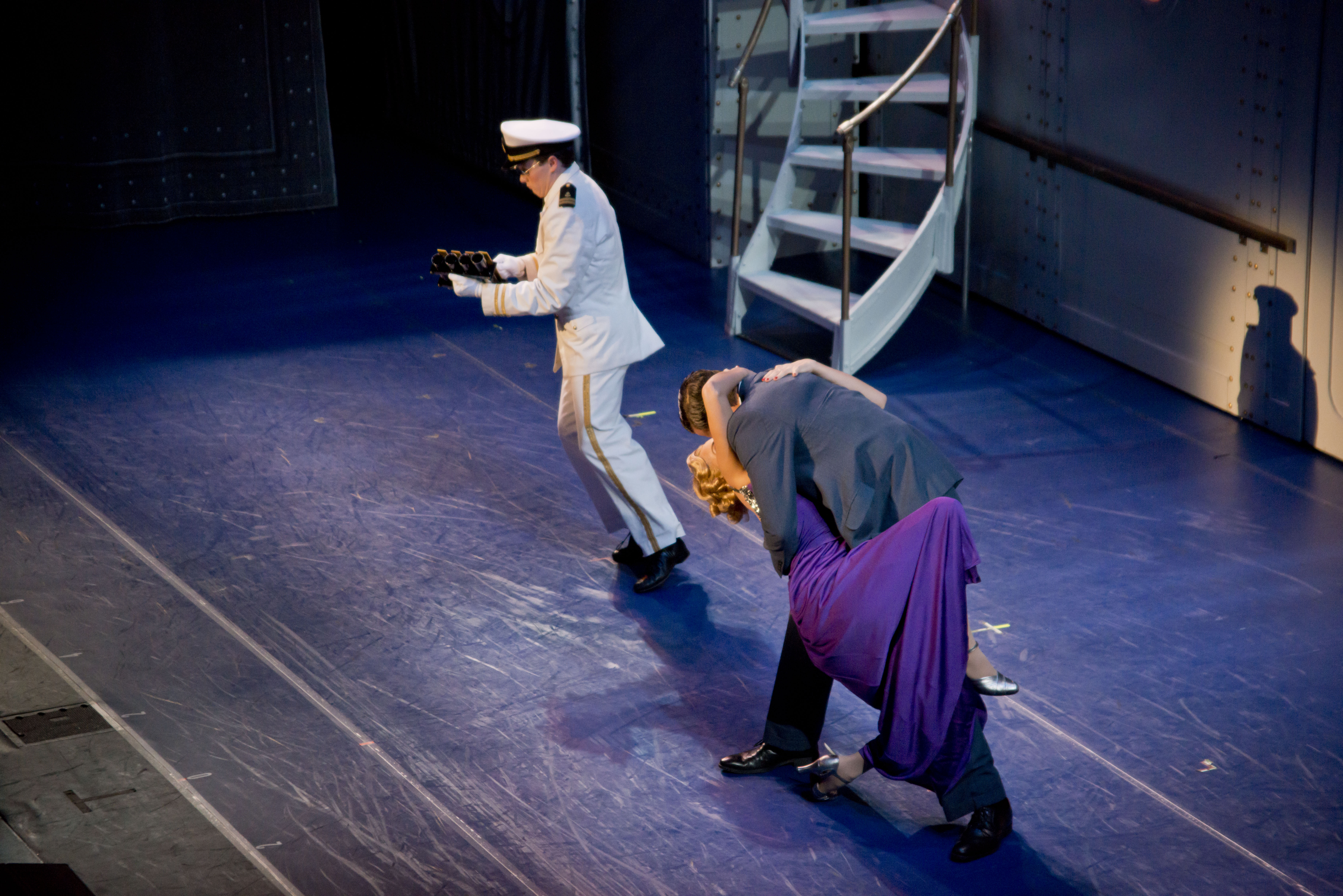
Fragment przedstawienia.

Fantastyczny rejs (ang. Anything Goes) – musical Cole’a Portera w dwóch aktach. Autorami libretta byli Guy Bolton i P.G. Wodehouse. Prapremiera odbyła się w Nowym Jorku 21 listopada 1934.

## Treść[1]
Celem utworu jest wyśmianie kultu bohaterów z pierwszych stron gazet. Akcja rozgrywa się na pokładzie transatlantyku. Wśród pasażerów jest dwóch przyjaciół: Elisha J. Whitney (biznesmen) i Billy Crocker (jego pełnomocnik), a także: tancerka kabaretowa Reno Lagrange, śliczna dziewczyna Hope Harcourt ze swym narzeczonym Evelynem Oakleigh'em, misjonarz Dobson wraz z dwójką nawróconych przez siebie Indian oraz gangster Moon.

### Akt I
Billy podjął decyzję o udziale w rejsie w ostatniej chwili: miał zamiar jedynie odprowadzić swego przyjaciela, jednak na pokładzie dostrzegł Hope Harcourt, w której jest zakochany i nie może pozwolić, by odpłynęła do Europy z innym mężczyzną. Nie ma paszportu ani biletu, jednak z pomocą przychodzi mu pewien ksiądz (w rzeczywistości gangster Moon w przebraniu): oferuje mu paszport i bilet na nazwisko Mr Hilla – pod takim nazwiskiem miał płynąć gangster Zezowaty Jackson, który jednak nie dotarł na statek. Billy, myśląc jedynie o Hope, godzi się bez wahania. Wszystko idzie dobrze aż wreszcie kapitan statku otrzymuje radiotelegram z informacją, że z paszportem na nazwisko Hilla płynie gangster. Billy zmuszony jest znaleźć inne wcielenie: przebiera się za marynarza i ukrywa wśród załogi. Tak zastaje go zaskoczona Hope. Wyznaje, że wprawdzie odwzajemnia jego uczucia, ale wyjść za Evelyna i tak musi. Od tego małżeństwa zależy los firmy Bailey Limited, to sprawa interesów, nie uczuć. Billy próbuje innego sposobu: namawia Reno Lagrange aby poflirtowała z lordem Evelynem. Jej starania jednak nie przynoszą efektu: Evelyn pozostaje nieczuły i flegmatyczny niczym typowy Anglik. Tymczasem Billy, bliski zdemaskowania, znów musi zmienić przebranie: staje się teraz hiszpańskim arystokratą z brodą zrobioną z sierści gryfona. Niestety – marynarze demaskują go i biorą za Zezowatego Jacksona. Ponieważ sławny gangster jest świetną reklamą dla okrętu, kapitan i załoga traktują Billy’ego teraz jak celebrytę. Billy otrzymuje luksusową kajutę a na wieczór zapowiedziany jest bankiet na jego cześć.

### Akt II
Billy nareszcie może odbywać rejs w komfortowych warunkach: jest otoczony wianuszkiem fanów zachwyconych obecnością bohatera pierwszych stron gazet. Ma jednak inne zmartwienie: Hope nie chce spędzać z nim teraz czasu, nie bawi jej udawanie zachwytu nad słynnym gangsterem. Wieczorem odbywa się bankiet na cześć Zezowatego Jacksona. Zrozpaczony Billy wyznaje wszystkim obecnym prawdę. Zostaje zaaresztowany za ostrzyżenie gryfona i parę innych przestępstw, których dopuścił się w międzyczasie. W celi znajduje się razem z Moonem, który przez lojalność wyznał, że i on jest gangsterem oraz dwójką Indian, którzy zostali aresztowani za hazard na pokładzie trzeciej klasy. Indianie mają zostać w Londynie wypuszczeni na wolność, a Billy i Moon – zostaną odwiezieni z powrotem do Nowego Jorku. W rezydencji Oakleighów trwają tymczasem przygotowania do ślubu Hope i Evelyna. Ślub ma charakter czysto biznesowy, a oboje młodzi nie mają na to ochoty. Wtem na scenę wpadają: Billy i Moon w przebraniach Indian. Okazuje się, że indiańskie ubrania wygrali w karty i tym sposobem wydostali się na wolność. Opowiadają historię, jakoby Evelyn Oakleigh uwiódł na statku Indiankę. Żeby przeszkodzić małżeństwu Hope i Evelyna trzeba jednak rozwiązać jeszcze sprawy firmy Bailey Limited, stojącej na skraju bankructwa. Na szczęście pojawia się Elisha J. Whitney, który (za cichą namową Billy’ego) wykupuje spółkę za milion! Wszystko dobrze się kończy – Hope może wyjść za Billy’ego, a Evelyn decyduje się na związek z Reno Legrange.

## Fantastyczny rejsw Polsce
W Polsce utwór był wystawiany w:
- Teatrze Muzycznym w Gdyni (premiera polska, 1966, reż. Danuta Baduszkowa)[2]
- Operetce Łódzkiej (1967, reż. Tadeusz Cygler)[3]

W wersji polskiej wykorzystano dodatkowo przeboje Cole’a Portera z innych partytur (Night and Day oraz In the Still of the Night). Libretto na język polski przełożyli: Janusz Minkiewicz i Antoni Marianowicz.

## Ekranizacje
- Anything Goes (1936, reż. Lewis Milestone)[5]
- Anything Goes (2021, reż. Ross MacGibbon, Kathleen Marshall)[6]